# Wesey
Wesey is een bestuurslaag in het regentschap Belu van de provincie Oost-Nusa Tenggara, Indonesië. Wesey telt 620 inwoners (volkstelling 2010).